# Arsenio da Armo
Arsenio da Armo (Reggio Calabria, 810 – Armo, 904) è stato un monaco basiliano vissuto nel IX secolo. I fatti della sua vita sono conosciuti attraverso il Bios di Sant'Elia lo Speleota, che fu suo discepolo e compagno fino alla morte. È venerato come santo sia dalla Chiesa cattolica che da quella ortodossa.

## Le origini
Non vi sono notizie certe circa le sue origini. Il dibattito è quindi aperto e attende una soluzione conclusiva. La tradizione e gli storici che finora hanno scritto su di lui lo ritengono originario di Reggio Calabria dove nacque presumibilmente attorno all'810.
L'unica notizia certa è che trascorse l'ultima parte della sua vita ad Armo, dove morì.

## Agiografia
Alla tenera età di quindici anni si dedicò a un rigido misticismo, secondo le regole degli asceti greci di Calabria, e diventò monaco.
Ciò che lo contraddistingueva dagli altri monaci bizantini del suo tempo, quasi tutti laici anacoreti, è che egli era anche un sacerdote. Era dedito sia alla preghiera che al lavoro manuale, che esercitava in piena solitudine.
Un giovane di nome Elia, anch'egli di Reggio, sentendosi chiamato alla vita monastica fu inviato da lui da un monaco romano, Ignazio. Arsenio stesso gli recise i capelli, gli impose l'abito della penitenza e lo trattò più come un figlio che come un confratello.
Stabilitisi presso la chiesa di S. Lucia di Mindino (l'odierna Pindino), vicino Condera, dovettero subire la prepotenza di un prete della metropoli che aveva usurpato il podere che essi coltivavano per il proprio sostentamento. Arsenio ed Elia dovettero fare ricorso al tribunale dello stratega che governava la regione, Niceta Boterita. Questi, corrotto dal prete, invece di fare giustizia rifiutò le loro richieste, e, anzi, fece percuotere a sangue Elia che lo richiamava al suo dovere. Arsenio, di fronte a quel sopruso, invocò la giustizia divina: «Santa martire di Cristo, noi siamo ingiustamente battuti! Signore, giudica con giustizia!». Quella stessa notte lo stratega venne colpito da un violento male; richiamato il Santo nel tentativo di porre rimedio all'ingiustizia commessa, questi gli predisse invece la morte imminente che sopraggiunse tre giorni dopo.

### Da Condera ad Armo
A causa di questi avvenimenti i due monaci si trasferirono verso l'interno stabilendosi in una fertile vallata presso la chiesetta di S. Eustrazio, a ridosso del paese chiamato Armo. Qui trascorrevano il tempo in piena solitudine, nella preghiera continua e nella contemplazione, in esercizi di mortificazione estenuante e in digiuni che duravano a volte un'intera settimana.
Arsenio venne presto arricchito del dono del discernimento degli spiriti: durante la S. Messa, nel momento in cui portava a termine la consacrazione, vedeva i volti di alcuni fedeli rischiararsi, divenire luminosi e lanciare raggi, mentre i volti di altri li vedeva oscurarsi e diventare neri come pentole bruciate. Perciò il Santo esortava tutti dicendo: «Se qualcuno è oscurato da un ricordo di malvagità, se qualcuno è infangato da appetiti carnali e da ogni impurità, non osi avvicinarsi a questo Fuoco divino prima d'aver corretto se stesso per mezzo di un sincero pentimento». Quindi assicurava i fedeli dicendo: «Credete a me, fratelli, che coloro i quali nella fatica e nella pena si guadagnano il loro pane, e offrono il loro sovrappiù per il sostegno dei bisognosi, con pura coscienza partecipano ai divini Misteri, sono purificati dai loro errori e lampeggia il volto della loro anima. Coloro che nell'aspetto esteriore, nel corpo, sono abbelliti da vesti bianche e rosse, internamente sono pieni di odio e macchia carnale, costoro diventano oscuri nel volto dell'anima come quelli che indegnamente partecipano al pane divino».
Il Bios di Elia racconta anche di quando Arsenio cercava di convertire un mercante di schiavi, ponendo fine a quella sua attività così infamante. Ma il mercante non diede importanza all'avvertimento e poco dopo morì. La vedova fece al santo delle offerte, affinché celebrasse una messa in suffragio. Ma durante la Liturgia, quando Arsenio stava per pronunciare il nome del mercante, per tre volte gli apparve un angelo che con una mano gli teneva la veste e con l'altra gli chiudeva la bocca. Il Santo capì allora che nessun suffragio avrebbe potuto salvare l'anima di quell'infelice: restituì alla vedova il suo denaro e dedicò la Messa ad un mendicante di Armo che era morto in quei giorni. L'anima del povero, liberata dalla pena, gli apparve gioiosa e lo ringraziò delle sue preghiere che Arsenio gli aveva voluto rivolgere.
Arsenio amava dire che certi peccati sono leggeri come paglia o fieno, e facilmente vengono cancellati, ma altri sono pesanti come il ferro o il piombo, come sono adulteri e omicidi, o il furto e l'odio: questi difficilmente verranno rimessi.

### La fuga in Grecia
Avvisati da una visione dell'arrivo dei Saraceni, i Santi fuggirono da Armo, e da Reggio s'imbarcarono per Patrasso, in Grecia. Qui, accolti con grandi onori dal vescovo e dal popolo, vissero ritirati in una torre fuori dalla città che, precedentemente infestata dai demoni, era stata da loro liberata.
Un giorno, invitato dal vescovo a prendere un bagno con lui alle terme, Arsenio si immerse nell'acqua che prima aveva benedetto e subito l'intero luogo si rese odoroso di un profumo soavissimo: i presenti fuggirono spaventati e da allora il bagno venne chiuso, ma ancora dopo diversi anni coloro che si avvicinavano alla porta potevano sentire quell'odore, e la fama del miracolo si diffuse presto in tutte le province vicine.

### Il ritorno ad Armo
Trascorsi otto anni, dopo aver superato le resistenze del vescovo e del popolo di Patrasso che non volevano farli partire, i due Santi ritornarono ad Armo presso la chiesa di S. Eustrazio. Qui ricevettero la visita di un altro austero asceta, loro fraterno amico: Sant'Elia di Enna. Egli, a fronte delle lamentele di Arsenio per essere detestato da Dio in quanto non aveva ricevuto come il primo il dono della profezia, gli rispose chiedendogli di raccontare cosa vedesse quando celebrava la divina Liturgia. Così ai presenti fu rivelato che Arsenio offriva il santo sacrificio stando in mezzo a un fuoco spirituale e da questo fuoco prendeva il corpo e il sangue di Nostro Signore Gesù Cristo e che durante tutta la celebrazione della messa egli contemplava lo Spirito Santo come un fuoco scendere sull'altare e circondarlo, per cui non cessava di versare lacrime.
Poco tempo dopo, ammalatosi gravemente, Arsenio morì, ed Elia ne depose le spoglie nel tempio del Santo martire Eustrazio.
In seguito S. Elia testimoniò come il suo antico maestro gli apparisse continuamente esortandolo e incoraggiandolo in ogni difficoltà e tribolazione e come, dopo alcuni anni, giunti i Saraceni fino alla chiesa di S. Eustrazio e visto il sepolcro, credettero che vi fosse celato un tesoro. Scoperchiata la tomba, trovarono il corpo del Santo intatto, magnificamente composto nelle vesti sacerdotali; per spregio decisero allora di bruciarlo, ma ogni loro tentativo si risolse in un fallimento. Impressionati dal prodigio fuggirono. S. Elia, uscito dal castello, rese onore al corpo di S. Arsenio e lo seppellì nuovamente.

## Il culto
La commemorazione liturgica ricorre il 15 gennaio, secondo il calendario della Chiesa cattolica, e il 18 maggio, secondo il calendario ortodosso.